# Cystisoma gershwinae
Cystisoma gershwinae är en kräftdjursart som beskrevs av Wolfgang Zeidler 2003. Cystisoma gershwinae ingår i släktet Cystisoma och familjen Cystisomatidae. Inga underarter finns listade i Catalogue of Life.